# Mario Brell

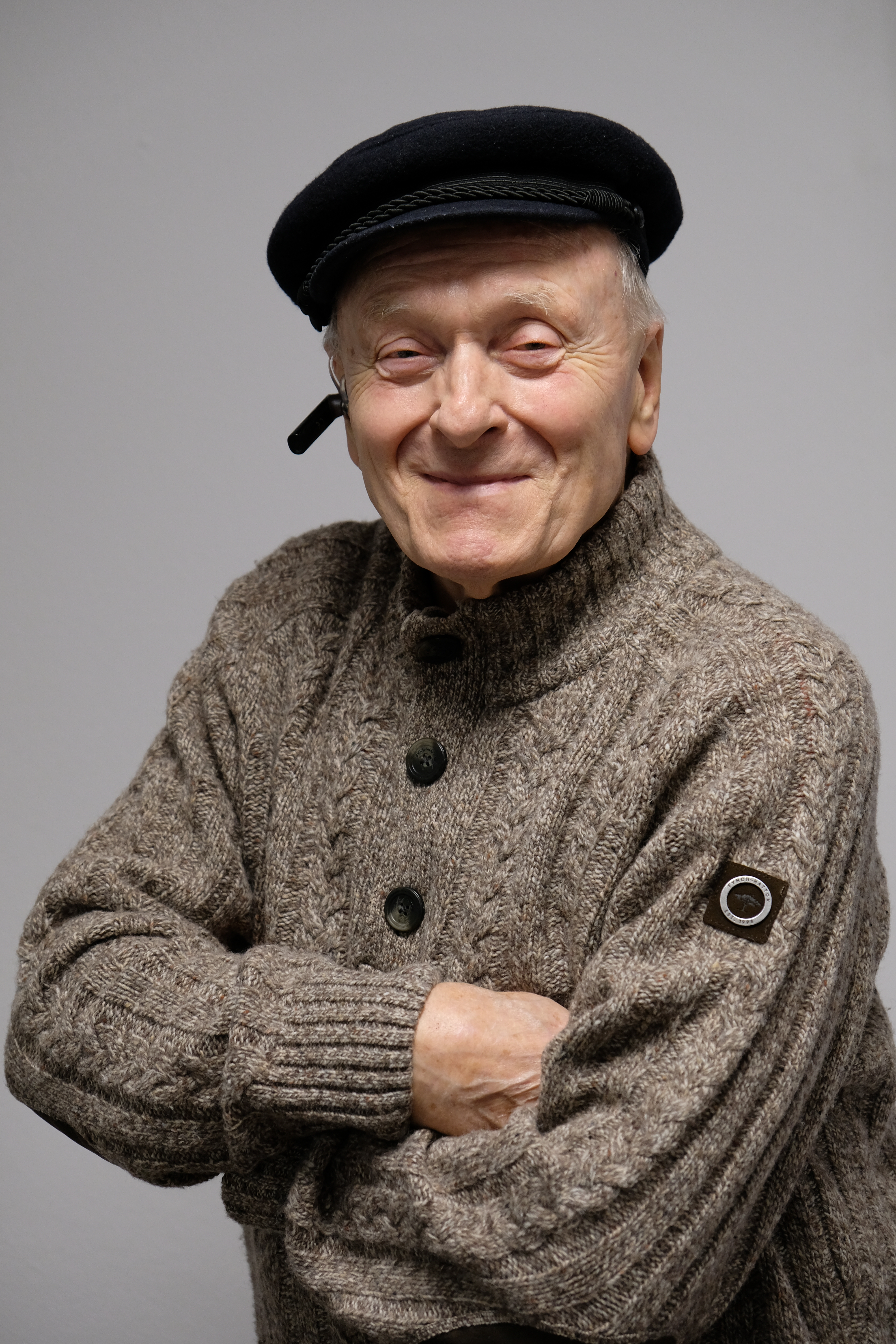
Porträt Mario Brell 2019

Mario Brell (17. Oktober 1936 – 8. Juli 2021) war ein deutscher Opernsänger (Tenor).

## Leben

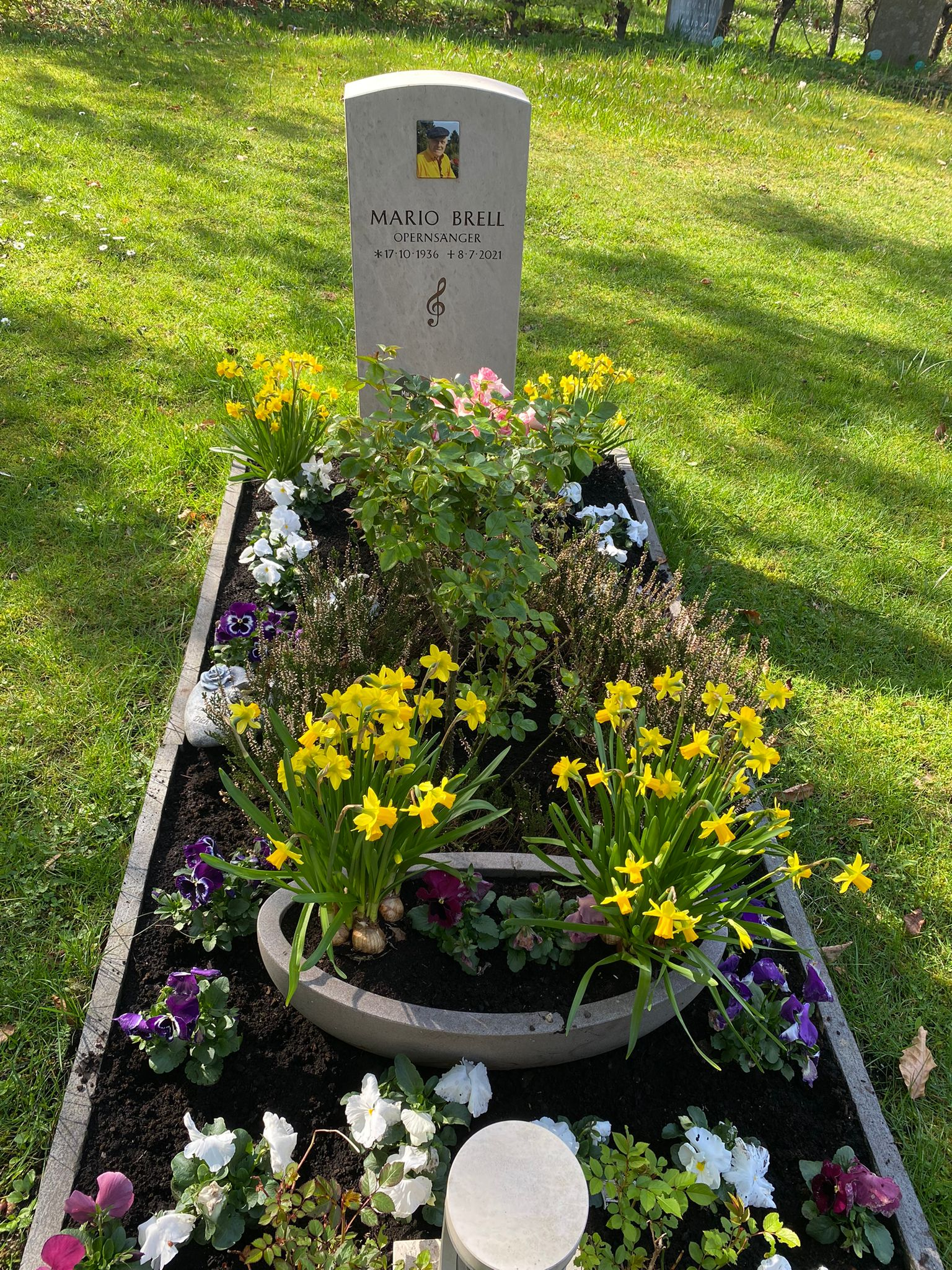
Grabstätte auf dem Dreifaltigkeitskirchhof II

Mario Brell wurde in Hamburg geboren und wuchs im Stadtteil Barmbek auf. Zunächst begann er eine Lehre als Maler und Lackierer. Mit seinen Brüdern trat er einem Männerchor bei, dem noch heute existierenden „Quartett Mozart“ in Hamburg-Wandsbek. Dort wurde er vom Chorleiter Ernst Haddorp entdeckt und gefördert, der ihn schließlich auch an Carl Gotthard und seine Frau Aida Montes-Gotthard vermittelte, wo Brell seine Gesangsausbildung begann.
Zusätzlich zur Gesangsausbildung nahm er Schauspiel- und Tanzunterricht, zunächst gleichzeitig weiter in seinem Lehrberuf auf dem Bau arbeitend.
Nach nur gut zwei Jahren Ausbildung wurde Mario Brell ans Theater Hof engagiert, ein weiteres Jahr später legte er an der Hamburgischen Staatsoper erfolgreich die Abschlussprüfung als Opernsänger ab.
Es folgten zahlreiche internationale Engagements und Gastspiele.
Mario Brell bediente ein höchst umfangreiches Repertoire von über 30 Operetten- und über 80 Opernrollen und ging im Laufe der Jahre durch alle Genres von Operette bis Wagner, von lyrischem Tenor bis Heldentenor.
Nach einer schweren Herzoperation 1997 musste er zunächst die Bühne verlassen und konnte längere Zeit nicht mehr singen. Durch die Unterstützung seiner Familie und seine Autobiografie „Drum sei bedankt“, die er in dieser Zeit schrieb, kämpfte er sich zurück ins Leben – und auf die Bühnen, wo man ihn bis 2020 erleben konnte.
Brell hat fünf erwachsene Kinder.
Mario Brell fand seine letzte Ruhestätte auf dem Dreifaltigkeitsfriedhof II an der Berliner Bergmannstraße (A1-012-010). 